# حوسبة بمجموعة تعليمات مخفضة

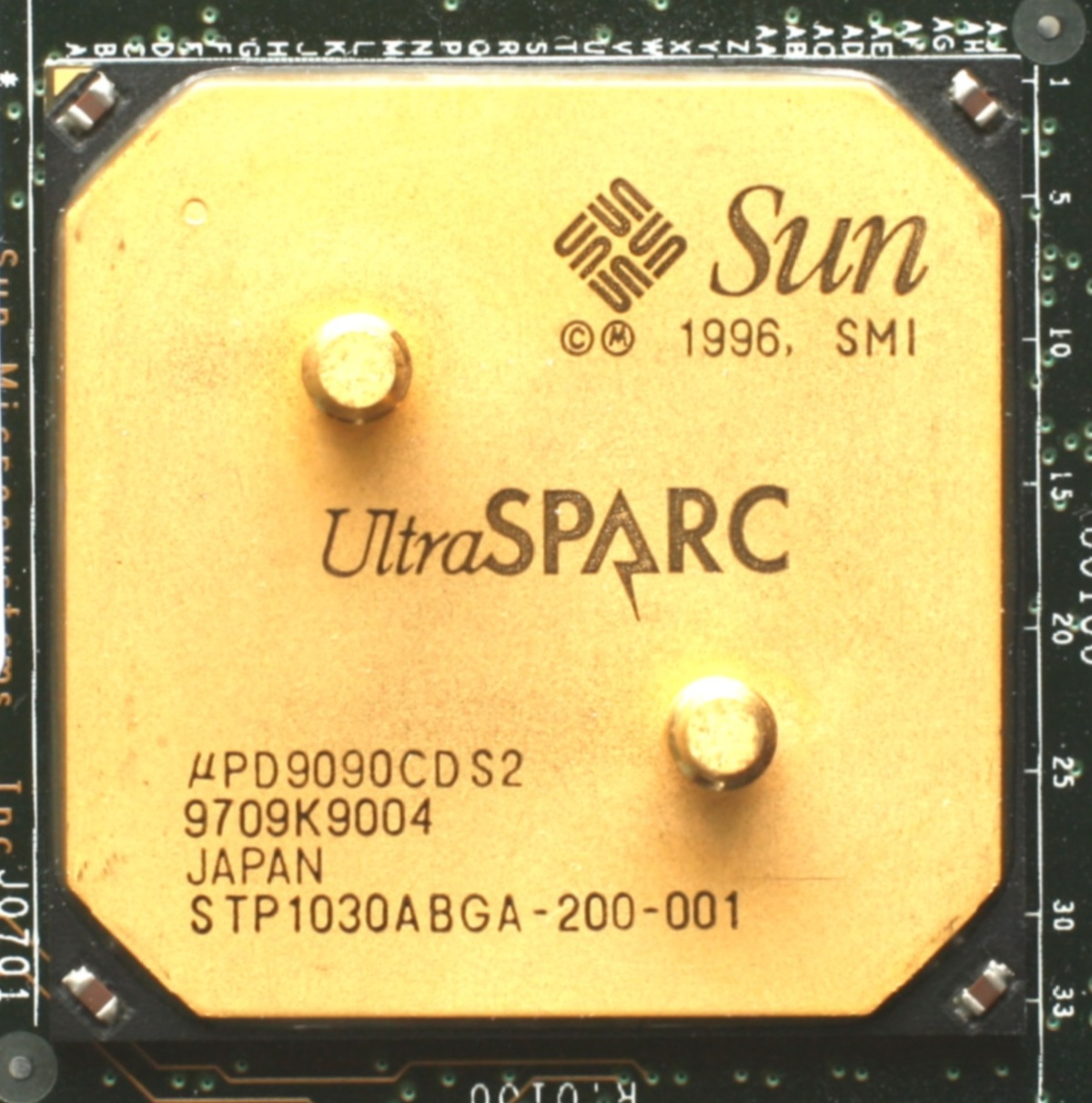

حاسوب مجموعة التعليمات المخفضة (بالإنجليزية: Reduced Instruction Set Computer) أو حوسبة بمجموعة تعليمات مصغرة (بالإنجليزية: Reduced Instruction Set Computing)، هو حاسوب ذو مجموعة تعليمات تسمح للمعالج الدقيق أن يكون له عدد دورات أقل لكل تعليمة بالمقارنة مع مجموعة التعليمات الحاسوبية المعقدة.
طقم التعليمات الذي يدعمه أي معالج هو عبارة عن مجموعة أوامر كل أمر منها يمثل تسلسل من الـ Bytes يستطيع المعالج التعرف عليها مباشرة ومن ثم يستجيب لمحتوى ذلك الأمر.
اعتمدت CISC على التالي :
كل ما زاد عدد الأوامر زادت سهولة البرمجة كثيرًا لكن بالمقابل يزيد التعقيد في بناء المعالج حيث ستحتاج إلى وحدة ترجمة معقدة داخل نفس المعالج للتعرف على كم الأوامر الكبير وسيستغرق الأمر وقتا إضافيا داخل وحدة الترجمة MicrocodeUnit حتى يتم تفسيره مما يعني تباطؤاً في الأداء اعتماداً على تعقيد الأمر المدخل.
اعتمدت RISC على التالي:
أوامر بدائية جدا لا تحتاج لوحدة ترجمة (NO Microcode Unit) تنفذ الأوامر تنفيذا سريعا وكل أمر يستغرق دورة معالجة وحيدة أو أقل وكل الأوامر موحدة الطول 4 بايت فقط.
ونظراً لسهولة الأوامر كما ذكرنا وتوحيد الطول أصبحت الحاجة لقوة المعالجة أقل مما يعني إمكانية الحصول على معالج RISC بنفس أداء معالج CISC نسخة محفوظة 10 يونيو 2007 على موقع واي باك مشين. ولكن بعدد ترانزستورات أقل بكثير وأيضا تم إلغاء وحدة الترجمة مما يعني تخفيضا كبيرا في تكاليف التصنيع وفي حجم المعالج أيضا مما مكن من إضافة المزيد من المسجلات الداخلية والتي بدورها وفرت مخزناً واسعاً لتخزين البيانات والأوامر ذات الاستخدام المتكرر ضمن المعالج مما يعني وصولا سريعا جدا لها بدلا من الحاجة للخروج خارج المعالج لجلبها من الذاكرة ذاكرة الوصول العشوائي الرئيسية وعملية الخروج من المعالج أثناء التنفيذ لعملية ما تعني تباطؤاً لا يستهان به خصوصاً إذا نظرنا إلى سرعة النواقل والتي تعتبر بطيئة جدا مقارنة بسرعة المعالج الداخلية.
ولكن العيب هنا ما وصل إليه المبرمجون من ناحية التعقيد وتحديداً في برمجة البرامج المترجمة Compilers وهي البرامج التي تحول البرامج المكتوبة بلغات عالية المستوى مثل Cو JAVA إلى لغة الآلة والصعوبة هذه سببها قلة وبدائية الأوامر المتوفرة.
لنأخذ مثالاً لتوضيح قصة الصعوبة والسهولة في البرمجة استناداً لحجم وعدد الأوامر المتاحة
هناك (طفل 1) عنده مكعبات للبناء وهي بدائية أي عبارة عن مكعبات فقط وهناك (طفل 2) عنده مكعبات بأشكال متنوعة من مستطيلات ومثلثات إلى أشكال جاهزة من سيارات وبشر إلى ما هنالك.
طلب من الطفلين بناء منزل مثلا فمن سيعاني أكثر في البناء؟؟؟ أكيد الطفل الأول لأنه سيحتاج لتكوين كل العناصر بنفسه من الأشكال البدائية جداً بينما الطفل الثاني لن يستغرق وقتا يذكر بل وسيجد وقتاً إضافيا في إضافة الأشكال الجمالية، هذه فلسفة تقنية CISC.
ولكن إذا نظرنا من زاوية أخرى سنجد أن تكلفة مكعبات الطفل الثاني تكون أضعافاً مضاعفة من تكلفة مكعبات الطفل الأول وأيضاً لو كان الطفل الأول ذكي لدرجة كبيرة فإنه سيستطيع التعامل مع مكعباته بمهارة وسرعة غير مسبوقة بينما سيحتاج الطفل الثاني مهما كان ذكيا لبعض الوقت لكي يستوعب الشكل الذي في يده والمكان المناسب لوضعه. هذه فلسفة تقنية RISC.

## -2نماذج أولية لكل من CISC & RISC
في هذه النقطة سنعرض بعض المعالجات الأولى من كل نوع حيث يمكننا ملاحظة عدم وجود وحدة الترجمة في معالجات RISC وكذلك أن طول الأوامر موحد بـ 4 بايت وأيضاً تجد أن عدد الأوامر أقل من معالجات CISC بمعدل النصف على الأقل.
يوضح الجدول التالي هذه المقولة :
| التسلسل | معالجات CISC                                                                                  | معالجات RISC                                                                                |
| ------- | --------------------------------------------------------------------------------------------- | ------------------------------------------------------------------------------------------- |
| 1       | النـوع IBM. سنـة التصنيــع 1973 عدد الأوامــر 208 حجم وحدة الترجمة 54k حجم الأوامـر 2-6 بايت  | النـوع 801 IBM سنـة التصنيــع 1980 عدد الأوامــر 120 حجم وحدة الترجمة 0 حجم الأوامـر 4 بايت |
| 2       | النـوع VAX سنـة التصنيــع 1978 عدد الأوامــر 303 حجم وحدة الترجمة 61k حجم الأوامـر 2-57 بايت  | النـوع Berkeley سنـة التصنيــع 1981 عدد الأوامــر 3 حجم وحدة الترجمة 0 حجم الأوامـر 4 بايت  |
| 3       | النـوع Xerox سنـة التصنيــع 1978 عدد الأوامــر 270 حجم وحدة الترجمة 17k حجم الأوامـر 1-3 بايت | النـوع Stanford سنـة التصنيــع 1983 عدد الأوامـر 55 حجم وحدة الترجمة 0 حجم الأوامـر 4 بايت  |

## 3- توضيح آلية إجراء عملية في كل من CISC & RISC

### أولا: في حالة الـ RISC
مثلاًً في لغــة التجميـع Assembly للقيام بعمليـة ضــرب عددين (Multiplication) فإننا سنحتاج للتالي :
1- تحميل العدد الأول من الذاكرة في المسجل A. أي (LOAD A، 2 : 3), حيث "3:2" يمثل الموقع في الذاكرة وطبعا A اسم للمسجل الذي سنخزن فيه القيمة.
2- ويتم تحميل العدد الثاني بنفس الطريقة في المسجل B.
3 -إجراء عملية الضرب: PROD A، B.
4- تخزين الناتج الذاكرة: STORE 2 : 3، A.
حيث سيخزن الناتج بعد الضرب آلياً في المسجل A وسنقوم بنقل القيمة التي بداخله للموقع الذاكري المحدد "2:3".

### ثانيا: في حالة الـ CISC
أما بالنسـبة لعملية الضرب في CISC فإنها تتم بنفس خطوات الأسلوب الســابق فعلياً ولكن الذي يظهر لك كمبرمج أمــر واحــد فقــط MULT 2 : 3، 5 : 2.
لاحظ البساطة في استخدام الأمر فقد قام مباشرة بعملية الضرب للقيم من الموقعين (2 : 3، 5 : 2) في الذاكرة ومن ثم التخزين في الموقع (2 : 3).
ملاحظة : 
قد يبدو من خلال المثالين السابقين أن عملية الضرب كمثال على ذلك
في معالجات RISC أعقد مما هي عليه في معالجات CISC.
ولكن عند التمعن في أوامر المعالجين نجد أن : أمر (MULT) في الـ CISC يتضمن بداخله على (LOAD – STORE – PROD).
فهو في "CISC" قد وفر عليك جزء كبير من المجهود وألقاه على عاتق وحدة ترجمة (Microcode Unit) والتي تحتوي على كود مخزن لفك الأوامر المركبة إلى مكوناتها الأولية.
لابد أنك قد لاحظت أن CISC تولي الاهتمام الأكبر بالمبرمج لتسهل عمله وبالتالي تقلل من تكلفة برمجته، بينما RISC تولي الاهتمام الأكبر لتقديم الأوامر بأبسط صورة ممكنة للمعالج ليعطي الأداء الأمثل.

## 4 - CISC VS RISC
| التسلسل | معالجات CISC                                                                          | معالجات RISC |
| ------- | ------------------------------------------------------------------------------------- | --- |
| 1       | أوامر معقدة قد تستغرق أكثر من دورة للمعالج                                            | أوامر بسيطة تستغرق دورة معالج وحيدة لإتمام التنفيذ                                                               |
| 2       | أي أمر ممكن أن يحتاج للوصول إلى الذاكرة أثناء تنفيذه.                                 | الوصول للذاكرة (لسحب/ لتخزين) المعلومات فقط. وخلال التنفيذ تكون كل متطلبات الأمر جاهزة داخل المسجلات في المعالج. |
| 3       | لا تستخدم تقنية الأنابيب pipelining أو تستخدمه بشكل أقل مقارنة مع RISC                | استخدام تقنية الأنابيب pipelining بشكل موسع                                                                      |
| 4       | الأوامر تتم ترجمتها في وحدة Microcode Unit والتي توجد ضمن المعالج كخطوة تسبق التنفيذ. | تنفيذ الأوامر يكون مباشرة دون ترجمة (أي أنها عبارة عن أوامر بسيطة)                                               |
| 5       | الأوامر تتفاوت في الحجم والتعقيد                                                      | الأوامر بسيطة وموحدة الطول (4 بايت)                                                                              |
| 6       | عدد كبير من الأوامر(?3000) ووضعيات التشغيل. "Safe ،Protected, Vertual"                | عدد قليل من الأوامر (?200)                                                                                       |
| 7       | التعقيد في مستوى العتاد تحديدا في وحدة Microcode Unit                                 | compilersالتعقيد في مستوى البرمجيات تحديدا في الـ                                                                |
| 8       | مجموعة مسجلات واحدة فقط One Register Set                                              | العديد من مجاميع المسجلات Many Register Sets                                                                     |

## 5-	خلاصة القول حول كل من التقنيتين CISC & RISC
حتى منتصف الثمانينات في القرن السابق كان التوجه السائد في عالم صناعة المعالجات CPUs هو بناء معالجات ذات أوامر أعقد وأكثر عدداً مما يجعل البرمجة أمرا أسهل ولكن في تلك الأثناء ظهر توجه آخر معاكس تماماً وهو السعي لبناء معالجات ذات أوامر بسيطة جداً ومحدودة العدد مما سيمكن من تنفيذها بسرعات عالية جداً وغير مسبوقة إلى جانب السرعة في التنفيذ هناك جانب إيجابي يعتقد البعض أنه أكثر أهمية وهو أنه طالما أن الأوامر بسيطة فإن عدد الترانزستورات اللازمة سيكون أقل وتعقيد التصميم للـ CPUs صار أقل مما يعني كلفة أقل في الإنتاج والتطوير مع ظهور ذلك الجيل ذو الأوامر المحدودة والذي تمت تسميته RISC.
في الحقيقة تم تسمية التوجه القديم ذو الأوامر الأكثر عددا وتعقيداً بـ CISC وذلك لتمييزها عن الجيل الجديد.
من باب ذكر الشيء في موضعه يجب أن نذكر أن تقنية CISC كانت ولا تزال ذات شعبية عارمة نظرا لأنها تسهل مهمة المبرمجين عموماً مما يمكن من تطوير البرامج بسرعة أعلى وكلفة أقل وهذا في الحقيقة مكمن القوة الأكبر لهذه التقنية.
التوجه القديم أفضل أم الجديد موضع جدل ونقاش بين الكثيرين، الكثير قالوا طالما أن تقنية RISC تعني معالجات أسرع وأرخص إذن هي ستكون معالجات المستقبل ومسألة بقاء معالجات CISC ما هي إلا مسألة وقت.
لكن ذلك لم يحدث... لماذا...؟؟؟ نعود ونتذكر نقطة قوة CISC وهي مسألة لا يستهان بها بل وتعتبر نقطة ضعف كبرى في الـ RISC إذ وجد الكثيرون أن تكلفة تطوير البرامج لها والعناء المبذول فيها أكبر بكثير من CISC.
بل وحتى مسألة السرعة فإن معالجات الـ CISC كانت في تطور دائم نحو الأفضل وذلك لأنها بدأت "CISC " تطبق الكثير من تقنيات الـRISC مثل الـ أنابيب التجزئة & SuperScaling
مما يعني أن هامش الأداء تناقص كثيرًا بين التقنيتين، حتى أن معالجات RISC بدأت أعداد الأوامر فيها بالازدياد.
الخلاصة أن كلا التقنيتين بدأتا في أخذ الصفات الجيدة من الأخرى محاولة تقليل الضعف فيها
مما حدى بالكثيرين للقول أنهما في تقارب دائم من ناحية الأداء والواقع أن كلا منهما مستمر في شريحته الخاصة.